# Apterosessinia peringueyi
Apterosessinia peringueyi là một loài bọ cánh cứng thuộc họ Oedemeridae. Loài này được miêu tả khoa học đầu tiên năm 1926 bởi Blair.